# Sultan Agung
Pour les articles homonymes, voir Agung (homonymie).
Le Sultan Agung (« grand sultan », règne 1613-46) est le plus grand des souverains du second royaume de Mataram.

## Biographie

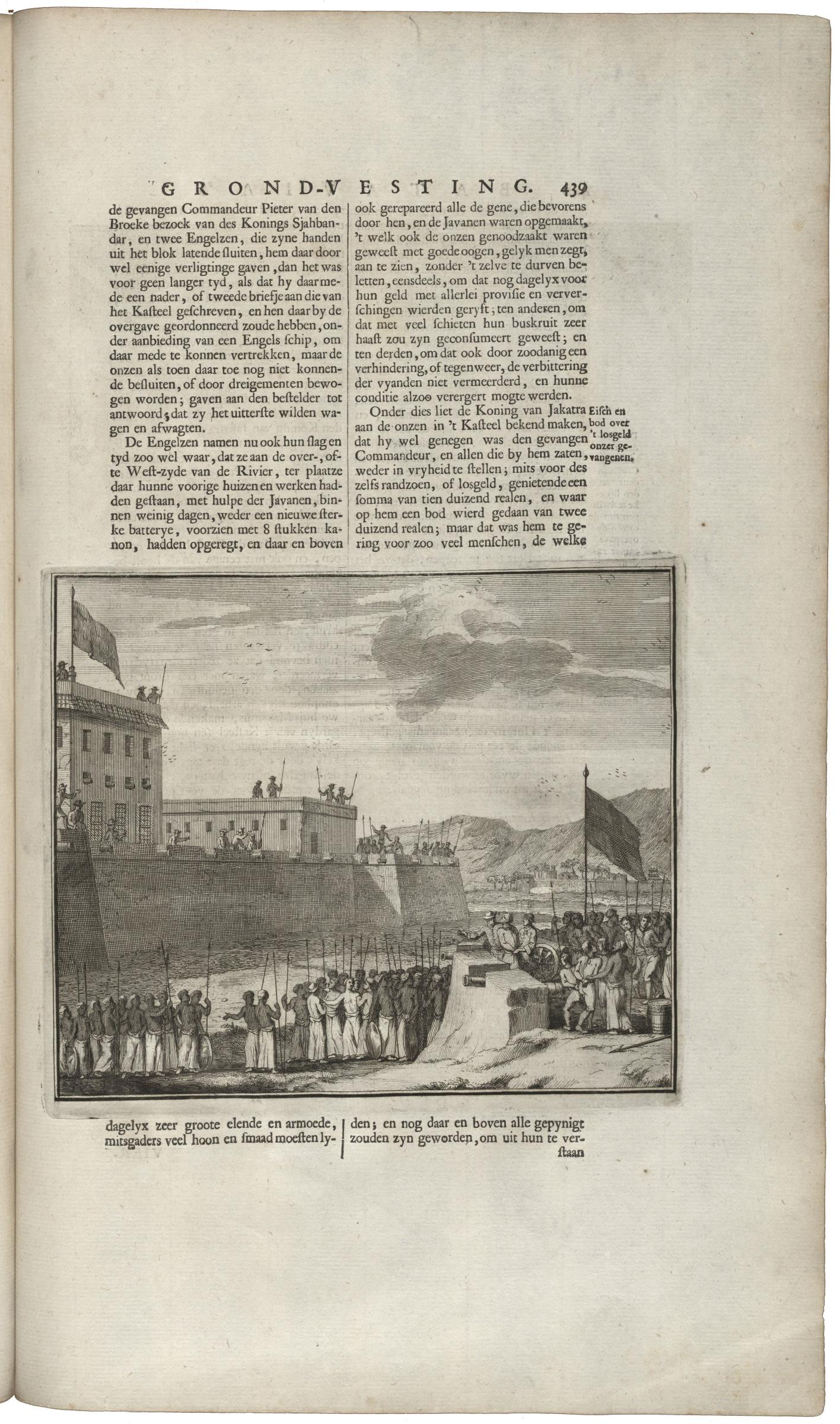
Gravure de 1724 représentant le siège de Batavia de 1619 par le Sultan Agung

Il succède à son père, le panembahan (« celui à qui on rend hommage ») Seda ing Krapyak, à la mort de celui-ci en 1613, sous le titre de pangeran (prince) Rangsang. L'année suivante, il attaque la principauté de Surabaya dans l'est de l'île de Java, que son père avait déjà vainement tenté de conquérir en 1610. Il finira par battre les troupes de Surabaya en 1616.
Fort de cette victoire, Agung va désormais multiplier les succès. La même année, il défait les principautés de Lasem et Pasuruan, de Pajang en 1617, de Tuban en 1619. De 1620 à 1625, il entreprend alors à plusieurs reprises le siège de Surabaya, qui sera finalement conquise en 1625. En plus de ses fiefs du centre de Java, Mataram contrôle désormais la côte nord de l'île, le Pasisir, dans ses parties centrale et orientale.
Les campagnes d'Agung le mènent également hors de Java. En 1622, il attaque le royaume de Sukadana, alliée de Surabaya et une de ses principales sources d'approvisionnement, dans le sud de Bornéo. En 1624, il conquiert au prix de lourdes pertes de Madura, en face de Surabaya, dont elle est une autre importante source d'approvisionnement. Il unifie l'administration de Madura en la plaçant sous la responsabilité d'une des lignées princières de l'île. Agung prend le titre de Susuhunan (« celui qui se tient au-dessus des autres ») ou Sunan.
Dans la partie occidentale du Pasisir, Cirebon prête allégeance à Mataram. Banten est toujours indépendante. En outre, il existe maintenant une nouvelle puissance à Java : la VOC (compagnie néerlandaise des Indes orientales), établie dans sa place forte de Batavia, construite sur les ruines de Jayakarta, conquise en 1619 sur Banten.

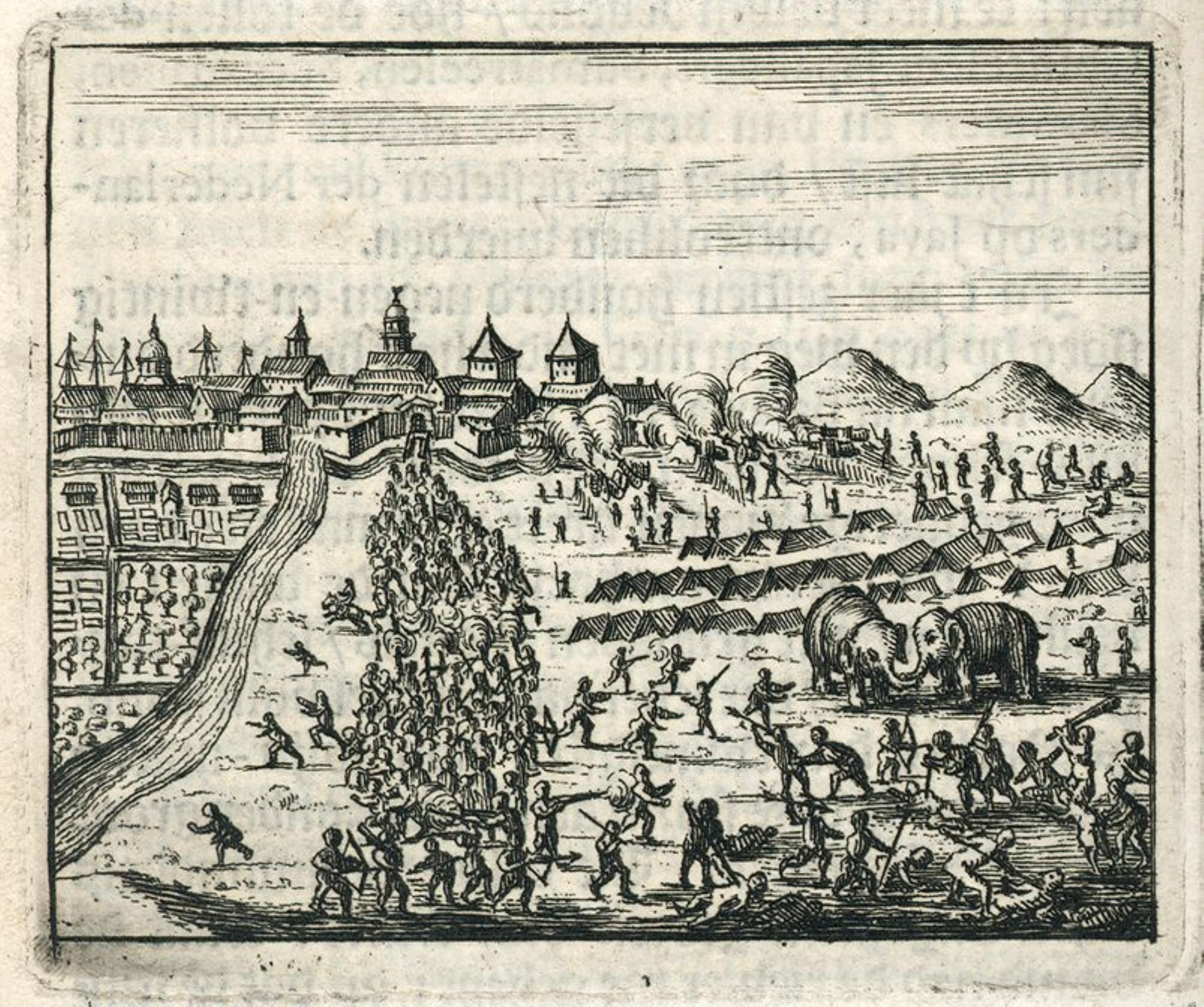
Gravure du XVIIe représentant le siège de Batavia par le Sultan Agung en 1628

En 1628, Agung lance une armée sur Batavia. Il se retire, après de lourdes pertes. Il lance une seconde offensive en 1629. La flotte néerlandaise détruit ses réserves et ses bateaux dans les ports de Cirebon et Tegal. Les troupes de Mataram, affamées et décimées par la maladie, battent de nouveau en retraite.
Le double échec d'Agung devant Batavia ébranle le mythe de son invincibilité. Plusieurs rébellions éclatent : celles de Tembayat en 1630, de Sumedang et Ukur en pays sundanais en 1631, de Giri dans l'est de Java en 1636. Agung poursuit néanmoins ses ambitions de conquête vers l'est. Il attaque Blitar, Panarukan et surtout en 1635, la principauté de Blambangan à l'extrémité orientale de Java, vassale du roi de Gelgel à Bali. Blambangan est finalement soumise en 1640. Son prince et ses habitants ne se convertissent pas à l'islam pour autant.
Apprenant que le souverain de Banten, le pangeran Ratu, prend le titre de sultan en 1638, Agung envoie en 1639 un ambassadeur à la Mecque, qui revient en 1641 avec l'autorisation de prendre à son tour le titre de sultan.
Dans les dernières années de son règne, il fonde le cimetière royal d'Imogiri.
Le Sultan Agung meurt en 1646. Son fils lui succède sur le trône sous le titre de Susuhunan Amangkurat.